# Karl Bøgholm

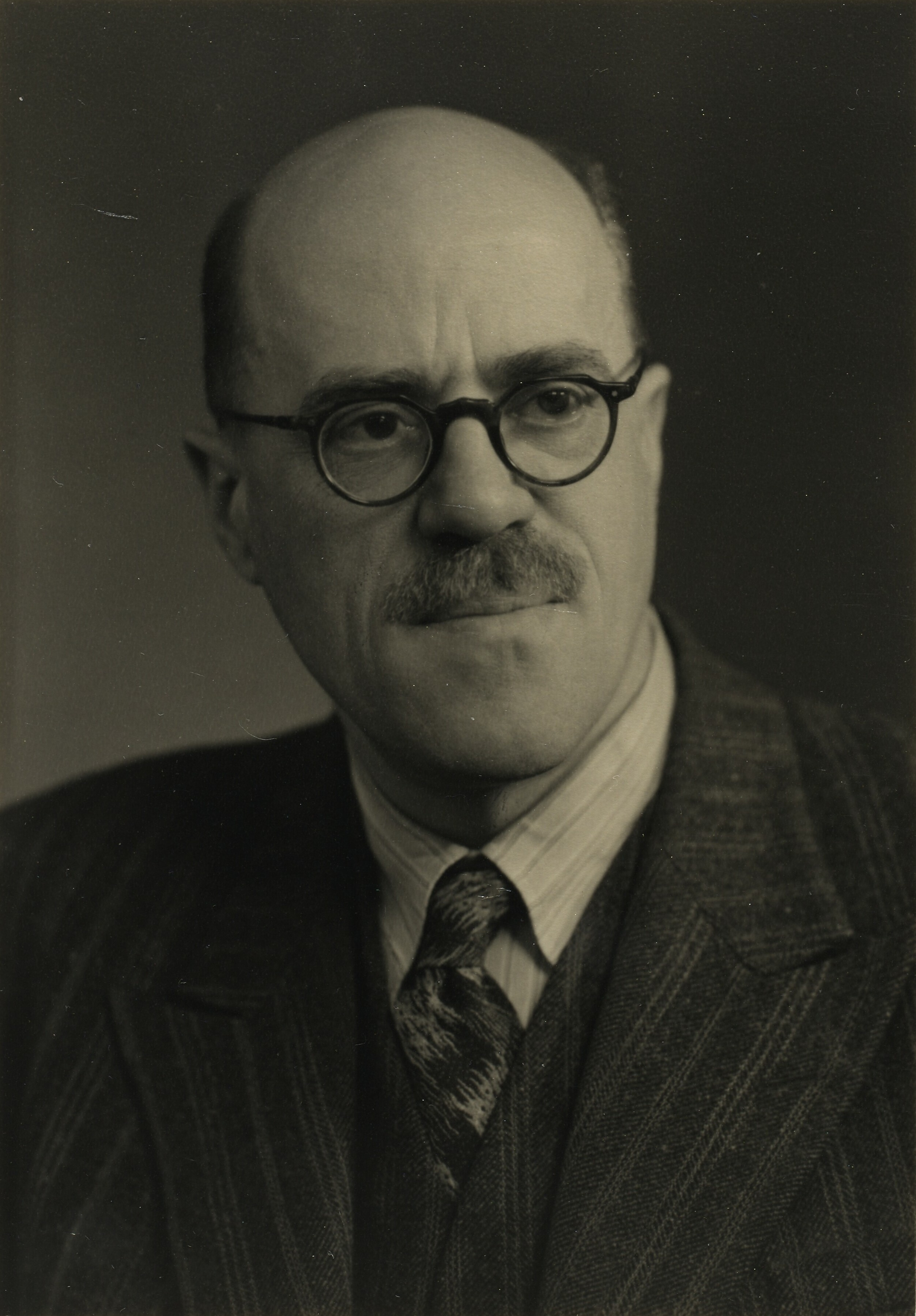
Karl Bøgholm

Karl Bøgholm (* 11. Juli 1898 in Kopenhagen; † 16. Februar 1976 in Espergærde bei Helsingør) war ein dänischer Journalist und Parlamentsabgeordneter.

## Leben und Wirken
Nach seiner Reifeprüfung am Gymnasium in Birkerød studierte Karl Bøgholm, ein Sohn des späteren Kopenhagener Anglistikprofessors Niels Bøgholm, von 1916 bis zum Magisterexamen 1924 vor allem Geschichte an der Universität Kopenhagen, unterbrochen 1920 durch einen Studienaufenthalt an der Universität Grenoble. Nach seinem Studium begann der seine journalistische Tätigkeit und schrieb für in- und ausländische Zeitungen und Zeitschriften. Hinzu kamen Vortragsreisen. Von 1931 bis 1935 war er Mitarbeiter der Zeitung „Berlingske Tidende“, von 1935 bis 1942 arbeitete er für den Pressedienst der Konservativen Volkspartei Dänemarks. Als Politiker betätigte er sich außer seiner regen kommunalpolitischen Aktivität in der Zeit von 1943 bis 1971 als Abgeordneter der Konservativen Partei im dänischen Folketing, dem er insgesamt während fünf Wahlperioden angehörte. Mehrfach wurde er vom dänischen Parlament als Mitglied der Parlamentarischen Versammlung des Europarats und der Generalversammlung der Vereinten Nationen entsandt.
Zu seinen vielfältigen Initiativen vor allem auf internationaler Ebene gehörte neben dem Einsatz für die Zusammenarbeit der Nordischen Staaten seine Mitwirkung am 1955 erfolgten Zustandekommen der Bonn-Kopenhagener Erklärungen zugunsten der deutschen und dänischen Minderheit nördlich und südlich der deutsch-dänischen Staatsgrenze.

## Veröffentlichungen
- Von Wilno bis Memel. Betrachungen über die litauische Frage. 2. Auflage. Zeitungsverlagsgesellschaft, Danzig 1928.
- Europa i Stridens Tegn. Højres Fonds Forlag, København 1934.
- Skal Danmark forsvares? København 1938.
- Island i Fortid og Nutid. „Det frie Nord“, København 1941.
- Den nordiske Tanke. „Det frie Nord“, København 1941.
- Nordiske Dokumenter. Band 1: 1397–1570. Union og Forbund. Hagerup, København 1944.
- Winston S. Churchill. Hasselbalch, København 1945.
- Europa på kryds og tværs. Skandinavisk Bogforlag, Odense 1962.
- Vietnam kalder. Nyt Nordisk, København 1967.